# Sociedad Deportiva Negreira
La Sociedad Deportiva Negreira es un club de fútbol español del municipio de Negreira, en la provincia de La Coruña. Fue fundado en 1965 y juega en  Preferente.

## Historia
A principios de los años 1980, durante la presidencia de Gumersindo Rodríguez-Trelles y con José Manuel Rodríguez "Rodri" como entrenador, logró ascender de la Liga de la Costa a Primera Regional. En los años 1990 continuó ascendiendo. Debutó en la Tercera División de España la temporada 2001-02 y llegó a jugar en la Segunda División B de España la temporada 2005-06. Ocupa la 279.ª posición de la Clasificación Histórica de 2.ª División B.

## Uniforme
- Uniforme titular: Camiseta roja, pantalón azul y medias rojas.
- Uniforme alternativo: Camiseta blanca, pantalón blanco y medias blancas.

## Estadio
El estadio del Negreira es el Xesús García Calvo, antes jugaba en el campo de Cepelo en la parroquia de Logrosa, con capacidad para 2000 espectadores.

## Datos del club
- Temporadas en Primera División: 0.
- Temporadas en Segunda División: 0.
- Temporadas en Segunda División B: 1.
- Temporadas en Tercera División: 11.
- Mejor puesto en la liga: 20.º (Segunda División B, temporada 2005-06).
- Peor puesto en la liga: 16.º (Tercera División, temporada 2007-08).

### Historial por temporadas
| Temporada | Nivel | Categoría    | Puesto |
| --------- | ----- | ------------ | ------ |
| 1964/65   | 5     | 1.ª Regional | 4.º    |
| 1965/66   | 5     | 1.ª Regional | 7.º    |
| 1966/67   | 5     | 1.ª Regional | 2.º    |
| 1967/68   | 4     | Preferente   | 13º    |
| 1968/69   | 4     | Preferente   | 13º    |
| 1969/70   | 4     | Preferente   | 15.º   |
| 1970–80   | —     | Regional     |        |
| 1980/81   | 7     | 2ª Regional  | 14.º   |
| 1981/82   | 7     | 2.ª Regional | 8.º    |
| 1982/83   | 6     | 1.ª Regional | 3.º    |
| 1983/84   | 6     | 1.ª Regional | 12.º   |
| 1984/85   | 6     | 1.ª Regional | —      |
| 1985/86   | 6     | 1.ª Regional | 12.º   |
| 1986/87   | 6     | 1.ª Regional | 1.º    |
| 1987/88   | 5     | Preferente   | 5.º    |
| 1988/89   | 5     | Preferente   | 6.º    |
| 1989/90   | 5     | Preferente   | 6º     |
| 1990/91   | 5     | Preferente   | 8.º    |
| 1991/92   | 5     | Preferente   | 3.º    |
| 1992/93   | 5     | Preferente   | 6.º    |

| Temporada | Nivel | Categoría    | Puesto |
| --------- | ----- | ------------ | ------ |
| 1993/94   | 5     | Preferente   | 12.º   |
| 1994/95   | 5     | Preferente   | 11.º   |
| 1995/96   | 5     | Preferente   | 17.º   |
| 1996/97   | 6     | 1.ª Regional | 1.º    |
| 1997/98   | 5     | Preferente   | 13.º   |
| 1998/99   | 5     | Preferente   | 6.º    |
| 1999/00   | 5     | Preferente   | 8.º    |
| 2000/01   | 5     | Preferente   | 1.º    |
| 2001/02   | 4     | 3ª           | 15.º   |
| 2002/03   | 4     | 3ª           | 13.º   |
| 2003/04   | 4     | 3.ª          | 11.º   |
| 2004/05   | 4     | 3.ª          | 2.º    |
| 2005/06   | 3     | 2.ªB         | 20.º   |
| 2006/07   | 4     | 3.ª          | 3.º    |
| 2007/08   | 4     | 3.ª          | 16.º   |
| 2008/09   | 4     | 3ª           | 10.º   |
| 2009/10   | 4     | 3ª           | 8º     |
| 2010/11   | 4     | 3.ª          | 8.º    |
| 2011/12   | 4     | 3ª           | 14.º   |
| 2012/13   | 4     | 3ª           | 15.º   |

| Temporada | Nivel | Categoría   | Puesto |
| --------- | ----- | ----------- | ------ |
| 2013/14   | 4     | 3.ª         | 18.º   |
| 2014/15   | 5     | Preferente  | 1.º    |
| 2015/16   | 4     | 3ª          | 12º    |
| 2016/17   | 4     | 3.ª         | 12.º   |
| 2017/18   | 4     | 3.ª         | 19.º   |
| 2018/19   | 5     | Preferente  | 16.º   |
| 2019/20   | 6     | 1.ª Galicia | 10.º   |
| 2020/21   |       | no compitió |        |
| 2021/22   | 7     | 1.ª Galicia |        |

## Palmarés
- Subcampeón de Tercera División (1): 2004-05
- Copa Diputación de La Coruña (1): 2006

## Trofeos amistosos
- Trofeo San Roque (Villagarcía de Arosa): (1) 2009